# Metamorpha symachia
Metamorpha symachia är en fjärilsart som beskrevs av Jean Baptiste Godart 1823. Metamorpha symachia ingår i släktet Metamorpha och familjen praktfjärilar. Inga underarter finns listade i Catalogue of Life.